# Tabuérniga
Tabuérniga es un despoblado que actualmente forma parte del concejo de Salinillas de Buradón, que está situado en el municipio de Labastida, en la provincia de Álava, País Vasco (España).

## Toponimia
A lo largo de los siglos ha sido conocido con los nombres de Cabuerneca, Cabuerniga, Cavorneca y Taguerniga.

## Historia
Documentado desde 934, se desconoce cuándo se despobló. Actualmente sus tierras son conocidas con el topónimo de Taborniga.